# Árnafjørður
Árnafjørður è un villaggio, appartenente alla municipalità di Klaksvík, che si trova sull'isola di Borðoy nell'arcipelago delle isole Fær Øer.
La città si trova in fondo a una profonda insenatura chiamata (H) Árnfjarðarvík (baia dell'angolo di fjord) sul versante est di Borðoy. Nel 1875 una nave norvegese abbandonata carica di una grande quantità di legname andò alla deriva approdando ad Árnafjørður. La legna fu venduta all'asta e, a causa dell'improvviso eccesso di quantità, il suo prezzo diminuì significativamente. Tuttavia, il legname è sempre stato molto costoso nell'arcipelago di Fær Øer, dato che, a parte quello trasportato a riva dal mare, viene per la maggior parte importato.

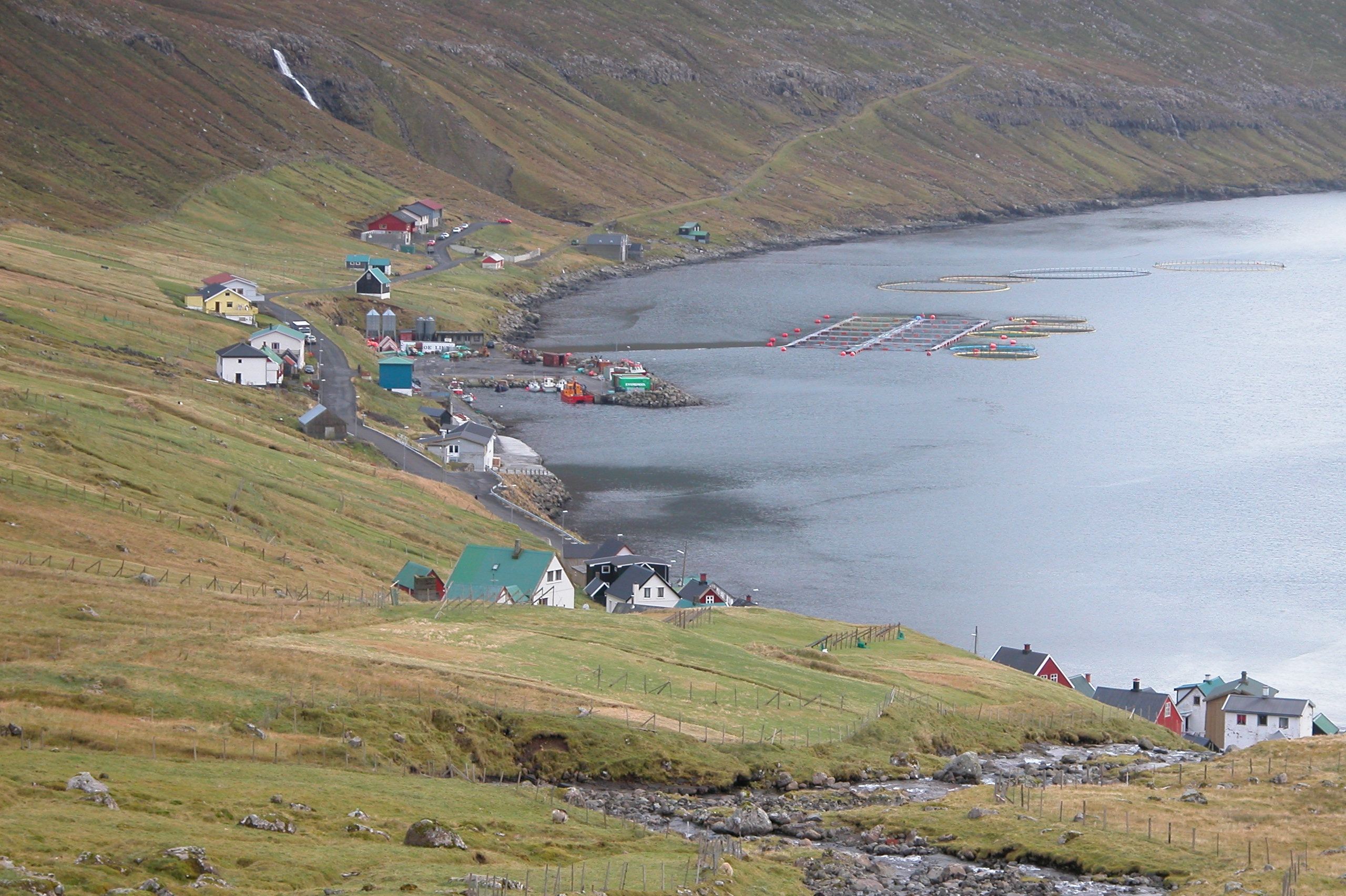
Baia di Árnafjørður